# Sassariente
Der Monte Sassariente ist ein 1767 m ü. M. hoher Berg im Schweizer Kanton Tessin oberhalb der Gemeinde Cugnasco-Gerra in der Nähe von Locarno.
Auf seinem Gipfel steht ein acht Tonnen schweres grosses Stahlkreuz, das 1926 eingeweiht wurde. Bei gutem Wetter ist die vergoldete Statue «Madonnina» des Mailänder Doms zu sehen. Der höchste Gipfel in der Gegend ist der Pizzo di Vogorno.

## Geschichte
Die Erstbesteigung fand durch die Herren Brandenberger und Burkhardt am 9. September 1894 statt. Die 1949 errichtete 1150 Meter lange begehbare Mauer «Muraglia polacca» vom Forcarella (1642 m ü. M.) bis zur Cima di Sassello (1899 m ü. M.) sollte Triebe der Carcale- und Pesta-Wälder vor der Gefrässigkeit der Ziegen schützen.

## Zu- und Abstiege

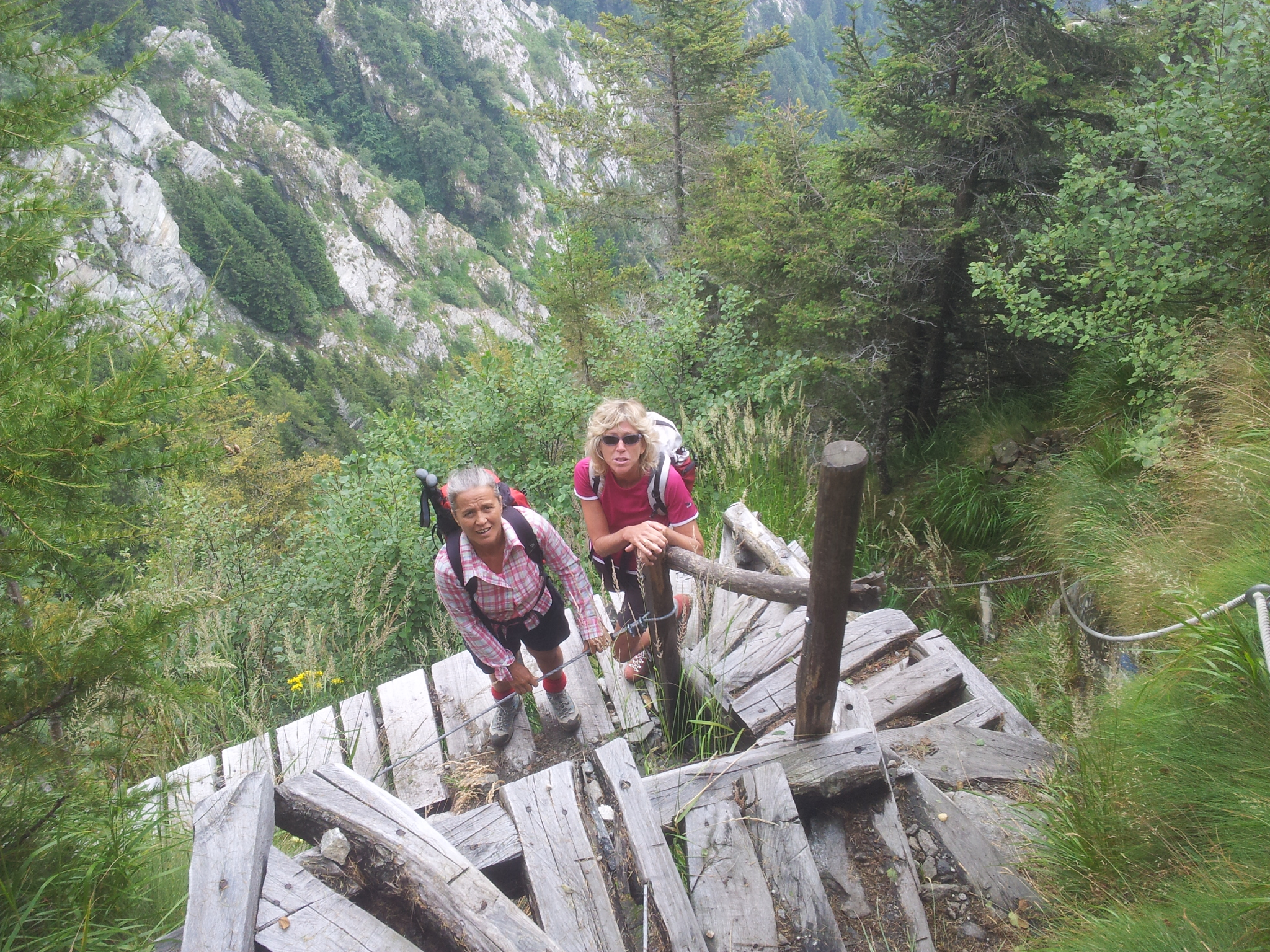
Holztreppensteig

- Vom Maiensäss Monti della Motta (El Mòta) führt via Monti di Motti eine anspruchsvolle Rundwanderung in 5 Stunden auf den Sassariente und zurück (Schwierigkeitsgrad T4). Der Gipfelaufstieg ist mit Seilen gesichert.[2]
- Eine aussichtsreiche Rundtour führt über die zwei Felsengipfel Cima di Sassello und Sassariente, dazwischen auf der historischen Steinmauer «Muraglia polacca» (T4) mit finalem Aufstieg zum Gipfel des Sassariente.[3]
- Zustieg zur Kletterroute: El Mòta – Sassariente «Via Elena» (T3), 400 m, 1 Stunde, Abstieg: Sassariente – El Mòta, 700 m, 1 bis 1 ½ Stunden
- Kletterroute: «Via Elena» (6a+), Aufstieg 9 Seillängen, 250 Höhenmeter, Gneis.[4]

## Hütten in der Gegend
- Capanna Mognone 1463 m ü. M. ⊙
- Capanna Orino 1395 m ü. M. ⊙
- Capanna Borgna 1912 m ü. M. ⊙